# Ludwig Gotthard Kosegarten

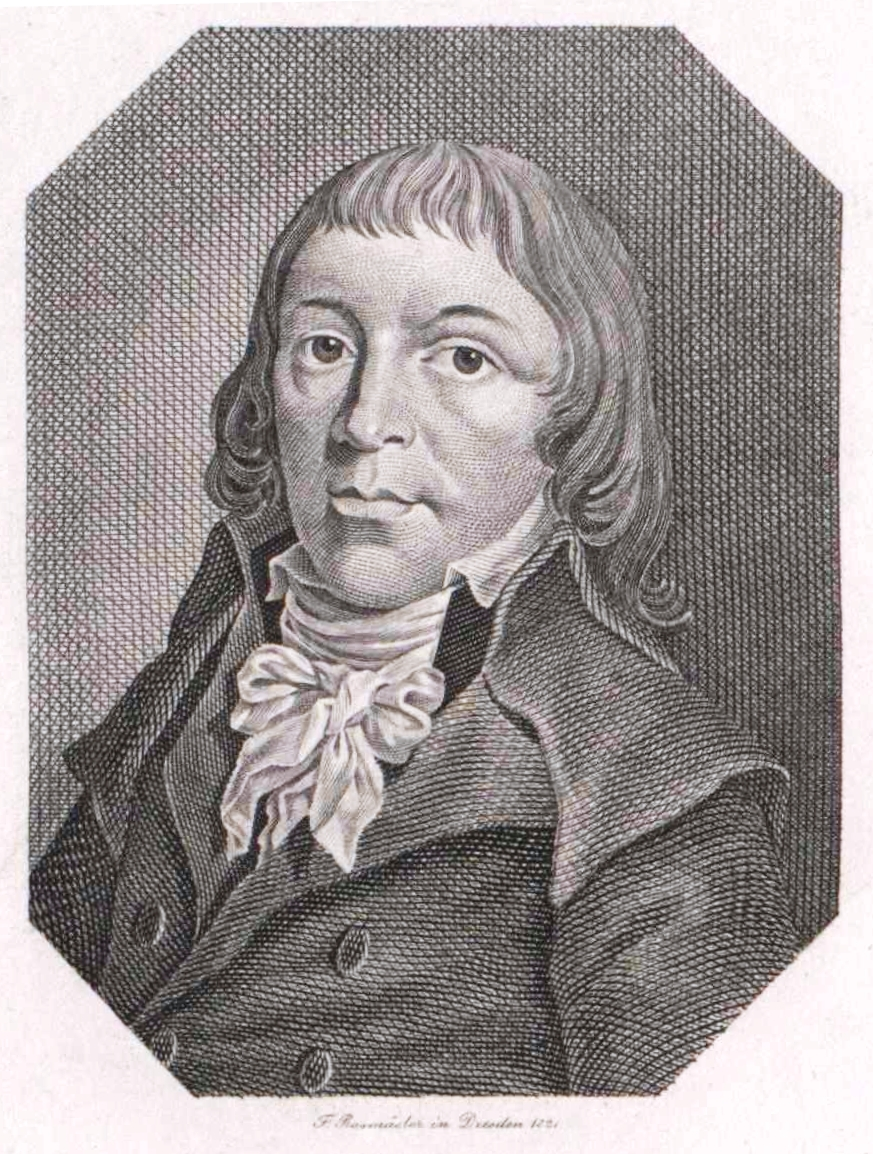
Ludwig Gotthard Kosegarten

Ludwig Gotthard Kosegarten; auch Gotthart Ludwig Kosegarten, Ludwig Theobul Kosegarten u. a.m. (* 1. Februar 1758 in Grevesmühlen; † 26. Oktober 1818 in Greifswald) war Pfarrer der Kirche Altenkirchen auf Rügen, später Professor an der Universität Greifswald. Er hat sich auch als Dichter einen Namen gemacht.

## Leben und Leistungen

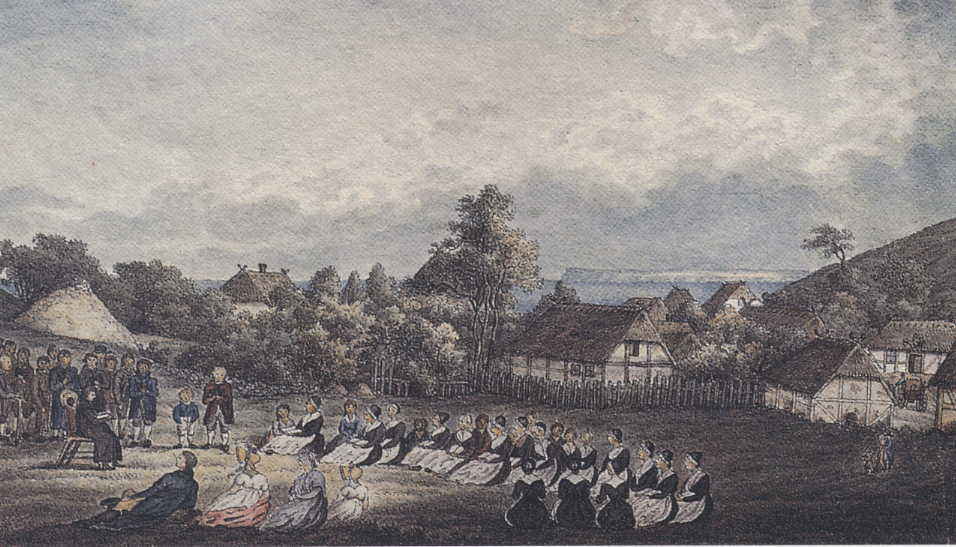
Uferpredigt bei Vitt. (Aquarell von Theodor Schwarz)

Uferpredigten in Vitt von Kosegarten

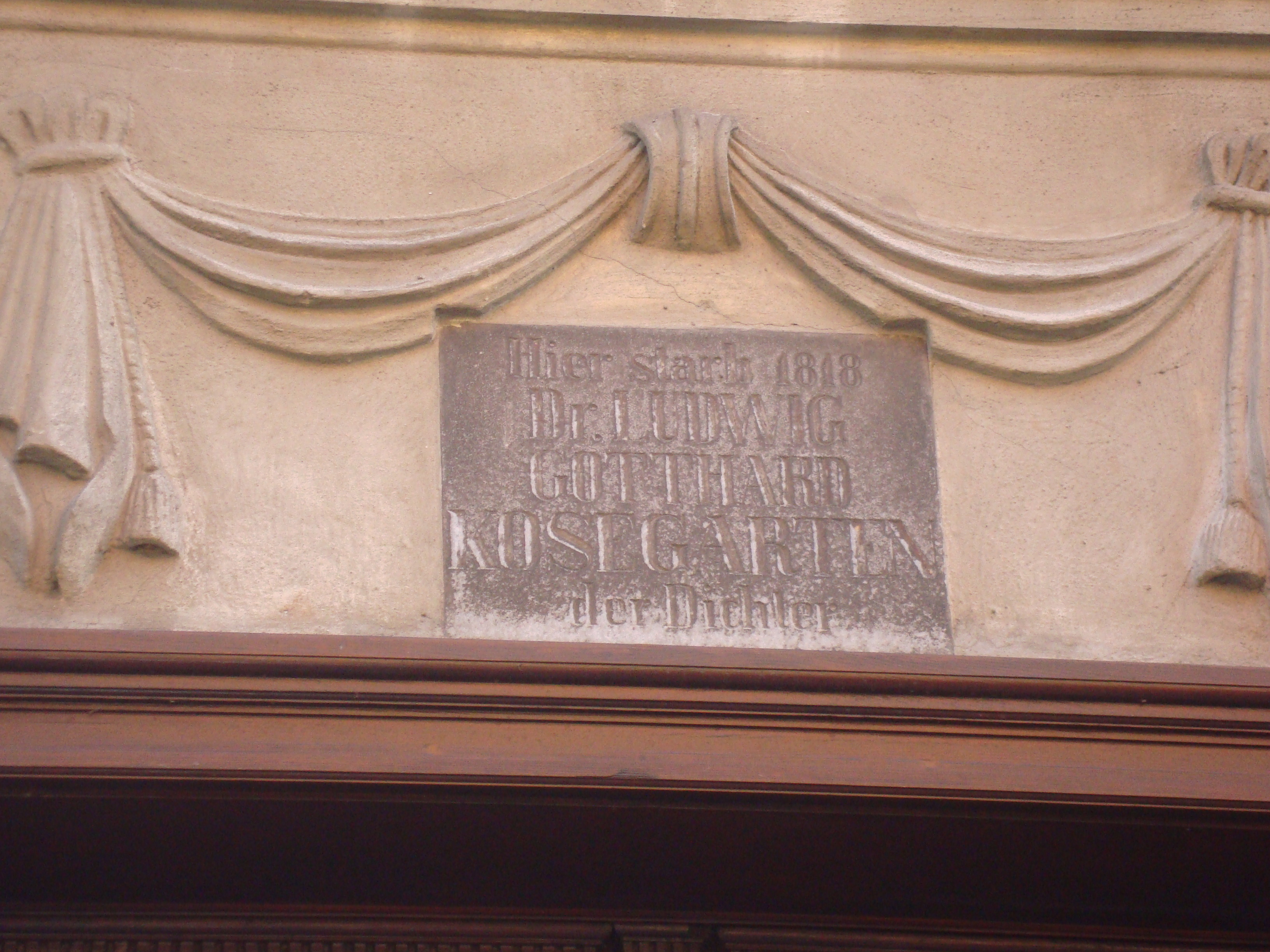
Gedenktafel für Ludwig Gotthard Kosegarten an seinem Sterbehaus in Greifswald

Als Sohn des lutherischen Theologen und Pastors Bernhard Christian Kosegarten (1722–1803) erhielt er zu Hause Unterricht in klassischen Sprachen. Ab 1775 studierte er an der Universität Greifswald Theologie. Wegen Geldmangels nahm er nach 1777 wechselnde Anstellungen als Hauslehrer auf Rügen und in Mecklenburg an. Im Juli 1781 legte er das Examen mit Beifall ab. Im Sommer 1785 wurde er Rektor der Knabenschule in Wolgast; zu seinen Schülern gehörte hier auch der spätere Maler Philipp Otto Runge. Im selben Jahr wurde er von der Universität Bützow zum Doktor der Philosophie und Magister der freien Künste promoviert. Seine Dissertation trägt den Titel De pulcro essentiali (Ueber die wesentliche Schönheit). 1786 heiratete Kosegarten Katharina Linde in Greifswald. 1793 erwarb er an der Universität Rostock den theologischen Doktorgrad.
Nach seiner Ordination 1792 in Greifswald erhielt er die Pfarrstelle in der Pfarrkirche Altenkirchen auf Rügen. In dieser Funktion hielt er die berühmten Uferpredigten auf den Klippen bei Vitt. Er ging dort zu Heringsfischern, die während der Zeit des Heringsfangs aufgrund ihrer Arbeit nicht nach Altenkirchen in die Kirche kommen konnten. Diese Predigten waren ein großer Erfolg, weshalb ab 1806 die Vitter Kapelle errichtet wurde. Während seines Aufenthalts auf Rügen schrieb er viele Berichte über die Insel, die sowohl ihn als auch Rügen bekannt machten.
1808 wurde Kosegarten auf eigene Bitte als außerordentlicher Geschichtsprofessor an die Universität Greifswald berufen. 1811, 1814 und 1816 war er Dekan der philosophischen Fakultät. Seine Pfarrstelle in Altenkirchen behielt er bis 1816, ließ sich dort aber durch seinen Schwiegersohn Hermann Baier vertreten, der dann 1816 sein Nachfolger wurde. 1816 wurde er an der Universität Greifswald 3. Professor der Theologie und Pastor an der Jakobikirche. Seit 1815 hielt er gelegentlich Vorlesungen über die Geschichte Pommerns. Er war zweimal Rektor der Universität.
Ludwig Gotthard Kosegarten starb am 26. Oktober 1818 morgens um vier Uhr in seinem Haus in der Domstraße 9 in Greifswald. Seinem Wunsch entsprechend wurde er auf dem Friedhof zu Altenkirchen begraben.
Sein Sohn Gottfried Kosegarten wurde Orientalist, Sprachforscher und ebenfalls Professor in Greifswald.

## Namensformen

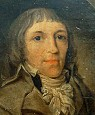
Kosegarten

Für kaum eine andere historische Persönlichkeit herrscht in der Literatur eine vergleichbare Vielfalt unterschiedlicher Kombinationen und Reihungen tatsächlicher oder vermeintlicher Vornamen. Getauft wurde der spätere Dichter laut Beurkundung von der Hand des Vaters im Kirchenbuch Grevesmühlen auf den Namen „Gotthard Ludewig Kosegarten“. Im Kirchenbuch nachgetragen wurde später „Theobul“ als Kosegartens griechische Übersetzung seines Vornamens Gotthard, welche er als „Dichtername“ zeitweilig selbst benutzte, wegen eines Übersetzungsfehlers zuletzt aber ablehnte. In den letzten Lebensjahren zeichnete der Dichter gewöhnlich als „Ludwig Gotthard Kosegarten“. Diese Vornamenreihung steht auch auf seinem Grabstein und hat sich als heute gängigste Namensform etabliert. Der Heimatverein Grevesmühlen entschloss sich jedoch, in allen Publikationen und Aktionen anlässlich des 250. Geburtstags des Dichters die normalisierte kirchenbuchamtliche Namensform Gotthard Ludwig K. zu verwenden. Bei einigen Werken verwendete Kosegarten das Pseudonym Tellow. Eine nach dem Dichter benannte Straße in seiner Geburtsstadt heißt „Ludwig-Kosegarten-Straße“, über dem Eingang der Realschule in Wolgast steht „Gotthart-L.-Th.-Kosegarten“ und an vielen anderen Stellen noch anderes.

## Kosegartens Theologie
Im deutschen Protestantismus, der um 1800 eine im Sinne des theologischen Rationalismus eine Modernisierung der Kirche anstrebte, war Kosegarten ein Außenseiter und keine theologische Autorität. Er lehnte den modernisierten Protestantismus strikt ab. In seiner liturgischen Praxis blieb er bei Luthers Katechismus und den Liedern Paul Gerhards. Mit seiner Auffassung von Religion als „Sinn und Geschmack für's Unendliche“ kam er Friedrich Schleiermachers „Religion als Gefühl“ sehr nahe. Seine legendären Uferpredigten begründete er nahe am Pantheismus damit, dass die Menschen in der Natur näher bei Gott seien. Diese Gottesdienste kamen ganz ohne Altar und anderes Beiwerk des protestantischen Kultus aus. Er setzte sich bei der Predigt auf einen Holzstuhl, um den die Dorfbewohner einen Kreis bildeten. Kosegarten ignorierte auch, dass seit 1785 unter dem Einfluss der Aufklärung meist in Hochdeutsch gepredigt wurde, das die Inselbewohner kaum verstanden. So redete er zu seiner Gemeinde im Dialekt des Küstenplatt, pflegte eine einfache, weitgehend entkanonisierte Sprache. In seinen Predigten, die er selbst herausgab, lässt sich keine theologische Systematik erkennen. In den Predigten wie in seinen literarischen Werken betrieb er eine poetische Sakralisierung der Landschaft Rügens.

## Kosegarten unter französischer Besatzung
Während der Besetzung Rügens 1807 durch die französischen Truppen unter Marschall Soult im Vierten Koalitionskrieg wurde Kosegarten verpflichtet, in Wittow die Einquartierung und Verpflegung der Besatzungssoldaten zu organisieren. In dieser Zeit entstand eine engere Beziehung zu dem Befehlshaber der französischen Truppen in Pommern. Kosegarten nutzte diesen Einfluss, um unter Umgehung der akademischen Institutionen 1808 als außerordentliche Geschichtsprofessor an der Universität Greifswald berufen zu werden. Er besetzte jene freigewordene Geschichts-Professur Johann Georg Peter Möllers, auf die sich auch Ernst Moritz Arndt beworben hatte. Am 15. August 1809 hielt er eine akademische Festrede anlässlich des 40. Geburtstags Napoleons, den er als Befreier und Reformer Europas rühmt, den Rheinbund als einen Zusammenschluss lobt, der allein der nationalen Einheit diene. Nach dem Ende der Befreiungskriege geriet er so zur Hassfigur bei den Gegnern Napoleons. Bei der Bücherverbrennung zum ersten Wartburgfest der Burschenschaften 1817 warfen die Anhänger Friedrich Ludwig Jahns Kosegartens Napoleon-Eloge zusammen mit Schriften von August von Kotzebue oder Jean Pierre Frédéric Ancillon symbolisch in die Flammen. Der Vorwurf, ein Bonapartist zu sein, blieb für Kosegartens akademische Karriere ohne Folgen. Allerdings erklärte er, „in Zukunft mit allem, was er noch irgendwie schreiben könne, anonym aufzutreten entschlossen sei“.

## Kosegarten und Caspar David Friedrich
Caspar David Friedrich hat Kosegarten über seinen Greifswalder Zeichenlehrer Johann Gottfried Quistorp auf Rügen um 1792 kennengelernt. Bei seinen Wanderungen auf der Insel besuchte der Maler den Pastor in den folgenden Jahren immer wieder. Für seine Rügenmotive wurde Friedrich durch Kosegartens Naturpoesie angeregt. Er verwendete sogar ein Gedicht des Dichters für das zeichnerische Sujets des Schiffbruch. Kosegarten war ein begeisterter Sammler von Friedrich großen Sepiazeichnungen. In Dresden nannte man Friedrich und Kosegarten in einem Atemzug. Karl Schildener schrieb, wenn „man Kosegarten den Sänger Rügens nennt, könnte Friedrich mit Recht der Maler Rügens heißen“. Kosegarten wird in der kunsthistorischen Forschung ein entscheidender pantheistischer Einfluss auf Friedrich zugeschrieben. Dieser erkannte in der Natur Gott und für ihn war das Malen Gottesdienst.

## Kosegarten und Adam Smith
Kosegarten übersetzte Adam Smiths Theory of Moral Sentiments (Theorie der ethischen Gefühle) erstmals in der 1791 erschienenen 6. Auflage vollständig ins Deutsche. Das Werk des Schottischen Moralphilosophen galt damals als sehr viel bedeutender als seine heute als Begründung der politischen Ökonomie angesehene Grundlegung „Wohlstand der Nationen“ (Edinburgh 1776). Bereits ein Jahr zuvor wurde die 3. Auflage des Werkes durch Rautenberg ins Deutsche übersetzt. Während der „Wohlstand“ über den Königsberger Philosophen Krauss im Deutschen rezipiert wurde, hatte Kosegarten sich mit der Übersetzung befasst. Kosegartens Reisen an der Ostsee lassen vermuten, dass er in Königsberg oder Riga in Kontakt mit Johann Georg Hamann oder Christian Krauss gekommen war, die den Kern der aufklärerischen Gemeinschaft für die angelsächsischen Schriften bildeten. Die Übersetzung fand ein Jahr nach Smiths Tod statt. Zugrunde lag die von Smith eigenhändig überarbeitete letzte Fassung in der Glasgower Edition.

## August Thieme über Kosegarten
August Thieme schrieb folgende Gedichtstrophe über ihn:
Und Kosegarten, Dithyrambensausen
Und düstern Sterngemälden hold,
Der in des Nachtgewitters schwülen Pausen
Sein Auge wild durch Wasserwüsten rollt;
Dem der Abysse Schaum, der Brandung Brausen,
Melodisch hocherhabne Psalmen grollt;
Der uns in Ruhe lullet, wenn er flötet,
Mit Graun betäubt, wenn er im Sturm drommetet.

## Werke (Auswahl)
- Dichtungen. 12 Bände. Greifswald, Universitäts-Buchhandlung 1824–1827 (bis dato maßgebliche Werksammlung; enthält 1: Englische und schottische Lieder. – 2: Jucunde. – 3: Die Inselfahrt. 4: Legenden. Sagen der kirchlichen Vorzeit. – 5: Sagen der Vorwelt. Rügische und Ersische Sagen. – 6 bis 11: Lyrische Gedichte. – 12: Kosegartens Leben)
- Melancholien, Stralsund 1777 (Digitalisat)
- Thränen und Wonnen. (Gedichte). Stralsund 1778 (Digitalisat)
- Psyche. Ein Märchen des Alterthums. Leipzig 1786 (Digitalisat der 2. Aufl., 1789)
- Gedichte. 2 Bände, Leipzig 1788 (Digitalisate: Band 1, Band 2)
- Rhapsodien. Leipzig 1790 ff.
  - 1. Teil (1790)
  - 2. Teil (1794)
  - 3. Teil (1801) (Digitalisat im Internet Archive)
- Hainings Briefe an Emma. 2 Bände. Leipzig 1791
- Ewalds Rosenmonde. Himburg, Berlin 1791. (Digitalisat)
- Theorie der sittlichen Gefühle. Leipzig 1791 (Deutsche Erstübersetzung von Adam Smiths Theory of Moral Sentiments; Digitalisat bei Google Books)
- Eudämons Briefe an Psyche, oder Untersuchungen über das Urrschöne, Urwahre und Urgute. Leipzig 1796
- Poesien. 3 Bde. Gräff, Leipzig 1798–1802
  - Erster Band (1798) (Digitalisat und Volltext im Deutschen Textarchiv); Neuausgabe in der Edition Gellen, Neisse Verlag: Dresden 2021
  - Zweyter Band (1798) (Digitalisat und Volltext im Deutschen Textarchiv)
  - Dritter Band (1802) (Digitalisat und Volltext im Deutschen Textarchiv)
- Der Staat und die Juden, eine wichtige Angelegenheit. Hamburg 1799
- Britisches Odeon. Denkwürdigkeiten aus dem Leben und Schriften der neuesten Britischen Dichter. 2 Bände, Berlin 1800
- Ebba von Medem. Eine Tragödie in fünf Akten. Hamburg 1800
- Ida von Plessen, eine romantische Dichtung. Dresden 1800 (= Romantische Dichtungen von Ludwig Theobul Kosegarten. Erster Theil; Digitalisate von Bd. 1 (Ausgabe von 1801) und Bd. 2 bei Google Books); Neuausgabe in der Edition Gellen, Neisse Verlag: Dresden 2022
- Blumen. Sammlung schottischer, schwedischer, dänischer Volkslieder. Berlin 1801
- Bianca del Giglio, eine romantische Dichtung. Dresden 1801
- Adele Cameron, eine romantische Dichtung. Dresden 1803
- Jucunde. Eine ländliche Dichtung in fünf Eklogen. Johann Friedrich Unger, Berlin 1803 (Digitalisat)
- Gräfin Julie von Steinau oder die Wege des Schicksals. Mainz und Hamburg 1803.
- Die Inselfahrt, oder Aloysius und Agnes. Eine ländliche Dichtung in sechs Eklogen. Berlin 1804
- Legenden. 2 Bände, Berlin 1804. (regten Gottfried Keller zu seinen Sieben Legenden an)
- Vaterländische Gesänge. Berlin und Greifswald 1813. (Digitalisat in der Digitalen Bibliothek Mecklenburg-Vorpommern)
- Geschichte seines fünfzigsten Lebensjahres. Leipzig 1816 (Digitalisat)
- Die Sprüche der Sträußer-Mädchen. Greifswald 1818
- Uferpredigten und hymnologische Aufsätze, hrsg. Gottl. Christ. Fr. Mohnike. Stralsund 1831 (Reden und kleine prosaische Schriften, Band 1)